# 小野神社 (南国市)

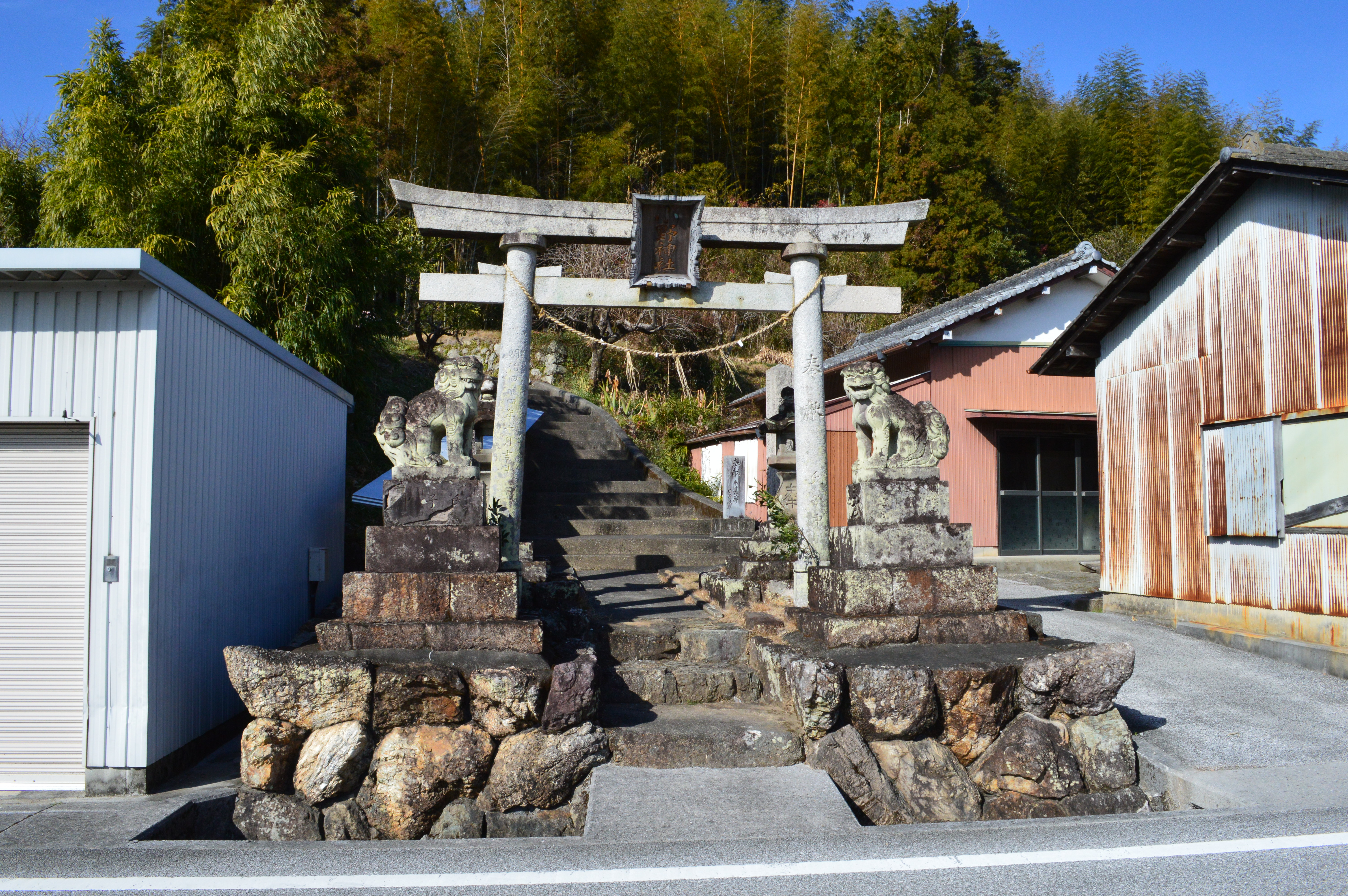
鳥居

小野神社（おのじんじゃ）は、高知県南国市岡豊町小蓮にある神社。式内社で、旧社格は村社。

## 祭神
祭神は次の1柱。
- 天足彦国押人命 - 小野氏祖神。

## 歴史
創建は不詳。伝承では、当地に来住した小野氏一族がその祖先神を祀ったことに始まるという。ただし、社名の「小野」は小野氏ではなく地名より生じたものとする説もある。なお、当社周辺には小蓮古墳を始めとする多くの古墳が分布する。
延長5年（927年）成立の『延喜式』神名帳では土佐国長岡郡に「小野神社」と見え、これは当社に比定される。
中世には現鎮座地の丘陵に小野城が築かれており、長宗我部元親の二男香川親和が香川家衰退に伴って帰国した際には、その小野古城を与えられたと伝わる。『南路志』等の中世・近世史料では、境内合祭の豊岡大明神と混同して「豊岡大明神」とする記載も見られる。
明治5年（1872年）、近代社格制度において村社に列した。

## 摂末社
- 若宮神社
- 佐波為神社

## 史跡
- 平井善之丞政実旧邸址 - 神社の参道を少し上がった左側[3]
- 小蓮古墳